# Hobulaiu
Koordinaten: 58° 56′ N, 23° 23′ O
Hobulaiu ist ein Dorf (estnisch küla) in der Stadtgemeinde Haapsalu (bis 2017: Landgemeinde Ridala) im Kreis Lääne in Estland.

## Einwohnerschaft und Lage

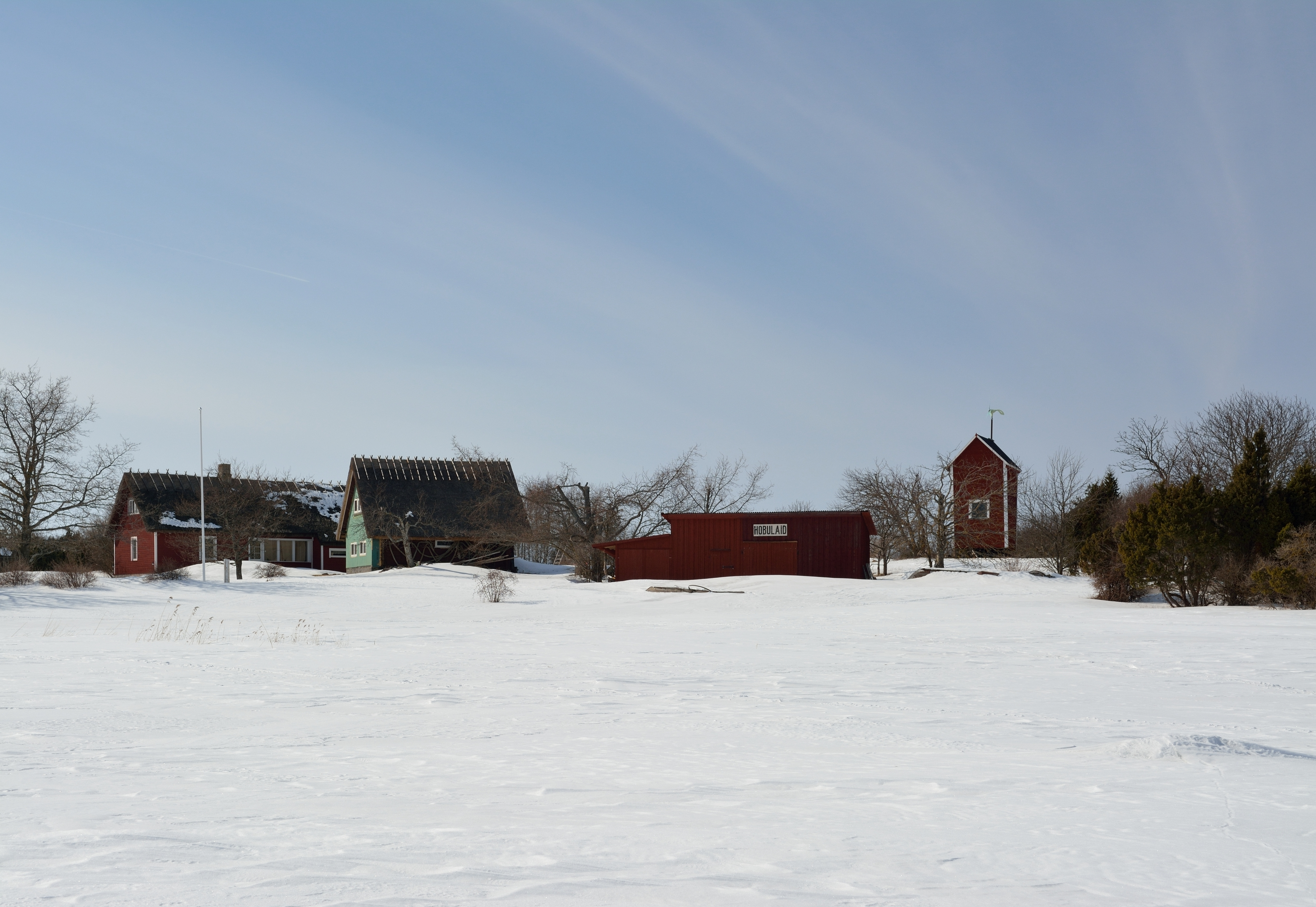
Häuser von Hobulaiu

Das Dorf umfasst alle Einwohner der estnischen Ostsee-Insel Hobulaid (deutsch Hestholm). Sie hat heute allerdings keine ständigen Bewohner mehr (Stand 31. Dezember 2011).